# Matías Martínez
Matías Alfredo Martínez (Resistencia, Argentina, 24 de marzo de 1988) es un exfutbolista argentino. Jugaba de defensa.

## Trayectoria
En el Torneo Clausura 2009 logró ser, en el torneo, el jugador de su equipo que más goles metió, con un total de 4 goles. Lleva 130 partidos jugados y 13 goles anotados.

## Clubes
| Club                        | País      | Año       | PJ  | Goles | Asist. |
| --------------------------- | --------- | --------- | --- | ----- | ------ |
| Racing Club                 | Argentina | 2006-2013 | 118 | 11    | 3      |
| AC Siena (Cedido)           | Italia    | 2012      | 0   | 0     |        |
| Argentinos Juniors (Cedido) | Argentina | 2013      | 13  | 3     |        |
| Lanús                       | Argentina | 2013-2015 | 16  | 2     |        |
| Sporting Cristal (Cedido)   | Perú      | 2015      | 33  | 0     |        |
| Argentinos Juniors          | Argentina | 2016      | 5   |       |        |
| Atlético Rafaela            | Argentina | 2017      | 1   |       |        |
| Argentino (San Carlos)      | Argentina | 2019      |     |       |        |
| Sportivo Urquiza (Paraná)   | Argentina | 2020-2021 |     |       |        |
| Argentino (San Carlos)      | Argentina | 2021-2022 |     |       |        |

## Palmarés

### Copas internacionales
| Título            | Club  | País      | Año  |
| ----------------- | ----- | --------- | ---- |
| Copa Sudamericana | Lanús | Argentina | 2013 |